# Sangole
Sangole là một thành phố và là nơi đặt hội đồng đô thị (municipal council) của quận Solapur thuộc bang Maharashtra, Ấn Độ.

## Nhân khẩu
Theo điều tra dân số năm 2001 của Ấn Độ, Sangole có dân số 28.103 người. Phái nam chiếm 52% tổng số dân và phái nữ chiếm 48%. Sangole có tỷ lệ 68% biết đọc biết viết, cao hơn tỷ lệ trung bình toàn quốc là 59,5%: tỷ lệ cho phái nam là 75%, và tỷ lệ cho phái nữ là 61%. Tại Sangole, 14% dân số nhỏ hơn 6 tuổi.